# Puig de les Agulles (Begues)
El Puig de les Agulles és una muntanya de 552 metres que es troba al municipi de Begues, a la comarca del Baix Llobregat.